# Zeitschrift für Naturforschung B
«Zeitschrift für Naturforschung B: A Journal of Chemical Sciences» (нем. Журнал исследования природы: англ. Журнал химических наук) — немецкий научный журнал, посвящённый проблемам химии. Публикует «фундаментальные исследования во всех областях неорганической, органической и аналитической химии».
Содержит статьи на немецком и английском языках, при этом немецкоязычные статьи сопровождаюся англоязычной аннотацией. Согласно Journal Citation Reports, импакт-фактор на 2018 год равен 0,961. Главные редакторы — Герхард Мюллер (нем. Gerhard Müller) и Аннетт Шир (нем. Annette Schier)
Основан путём разделения журнала Zeitschrift für Naturforschung на части в 1947 году — Zeitschrift für Naturforschung A для физики и Zeitschrift für Naturforschung B для других естественных наук. Позднее биологическая тематика была выделена в Zeitschrift für Naturforschung C.